# Yuxiakou (köpinghuvudort i Kina, Hubei Sheng, lat 30,42, long 110,50)
Yuxiakou (kinesiska: 渔峡口, 渔峡口镇) är en köpinghuvudort i Kina. Den ligger i provinsen Hubei, i den centrala delen av landet, omkring 360 kilometer väster om provinshuvudstaden Wuhan. Antalet invånare är 33 524. Befolkningen består av 16 173 kvinnor och 17 351 män. Barn under 15 år utgör 11,0 %, vuxna 15-64 år 75 %, och äldre över 65 år 12,0 %.
Runt Yuxiakou är det ganska tätbefolkat, med 83 invånare per kvadratkilometer. Närmaste större samhälle är Shuibuya, 16,6 km väster om Yuxiakou. I omgivningarna runt Yuxiakou växer i huvudsak blandskog.
Genomsnittlig årsnederbörd är 1 631 millimeter. Den regnigaste månaden är september, med i genomsnitt 258 mm nederbörd, och den torraste är december, med 20 mm nederbörd.